# 루시타니아

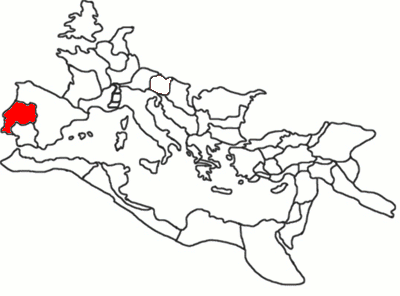
루시타니아 속주 (120년)

루시타니아(Lusitania)는 현대 포르투갈과 스페인의 일부를 포함하는 이베리아반도 중서부에 있는 고대 로마의 속주(현재 포르투갈 남부 및 스페인 서부 에스트레마두라 지방)이다. 이름은 이곳에 살던 고이베리아 원주민 루시타니아인(Lusitani)에서 유래했다.

## 같이 보기
- 루시타니아 전쟁
- 루시타니아인